# Leishmania
Leishmania (AFI: /leizˈmanja/ o /l(e)iʃˈmanja/) è un genere di protozoi parassiti responsabili della leishmaniosi umana e leishmaniosi animale.
Il nome leishmania, che risale al 1903, deriva dal patologo scozzese William Boog Leishman.

## Epidemiologia
Circa 12 milioni di persone nel mondo sono colpite da leishmaniosi.

## Trasmissione
È responsabile del kala-azar e delle malattie correlate, diffuse in Eurasia, Africa e America, che provocano danni a livello cutaneo e viscerale e interferiscono con le risposte immunitarie; in mancanza di trattamenti opportuni essi possono essere letali. I flebotomi sono gli insetti ematofagi ospiti. È diffusa da insetti del genere Phlebotomus in Europa e Asia come il Pappatacio, e da insetti del genere Lutzomyia nelle Americhe. Gli ospiti primari di questo parassita sono i vertebrati. 
La Leishmania comunemente infetta roditori, procavie, canidi e l'uomo. La malattia non si trasmette da cane a uomo ma si trasmette solo tramite vettore, ad esempio il pappataci.

## Filogenesi
L'origine di Leishmania non è chiara. Una teoria propone un'origine africana, con una successiva migrazione verso il continente americano.